# アイビブリオ
アイビブリオ (英: ibiblio)はノースカロライナ大学チャペルヒル校が運営する電子図書館。以前はSunSITE.unc.eduおよびMetaLab.unc.edu  と呼ばれていた。ソフトウェア、音楽、文学、芸術、歴史、科学、政治、文化研究など、インターネット上のパブリックドメインやオープンソースの情報を収集、公開しており、「コレクションのコレクション」を行っている。
パブリックドメインセンター、 IBM 、SourceForgeなどのパートナーと協力している。 また、ストリーミング音声ラジオ局も提供している。 1994年11月、ノースカロライナ大学の学生が運営するラジオ局であるWXYCを再放送することにより、最初のインターネットラジオのストリーミング配信を開始した。また、IPv6/Internet2を使った最初の非商用無線ストリーミングの功績も認められている。特に明記されていない限り、アイビブリオのすべての資料はパブリックドメインである 。
アイビブリオはOpen LibraryとOpen Content Allianceののメンバーである。

## 歴史
1992年、ノースカロライナ大学チャペルヒル校はSunSITE.unc.eduを開発した。これは、一般向けのアーカイブと情報共有プロジェクトであった。これは、サン・マイクロシステムズからの資金援助により運営されたため、"SunSITE"という名前が付けらた。 その後、サンとの関係は終了（アイビブリオが公開しているFAQによると、名前の変更は友好的に行われ、名前変更の目的は「ベンダーに中立の名前に変更して、プロジェクトが何年にもわたって進化してきたことを表す」 ものである）し、名前もMetaLabに変更された。学術機関、企業、情報技術起業家など、さまざまな情報源と協力した。
また、1992年に、sunsite.unc.eduはインターネット上の最初のウェブサイトの1つになった。今日でも、歴史上最も古いウェブページのコピーのホストとなっている。 

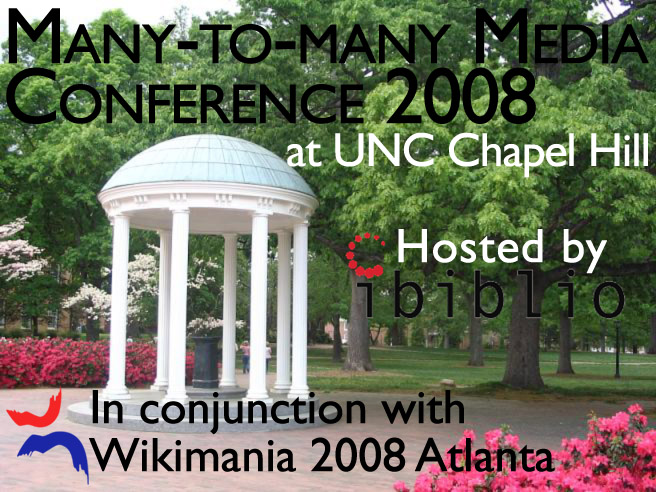
2008年のUNC WM アイビブリオイベント。

2000年9月、MetaLabはパブリックドメインセンターとのコラボレーションを開始した。 「公開図書館とデジタルアーカイブ」という目標を反映して、名前がアイビブリオ (ibiblio) に変更された。
|                         | 2002           | 2006              | 2008                    |
| ----------------------- | -------------- | ----------------- | ----------------------- |
| コレクション数          | 800            | 1600以上          | 2500以上                |
| 1日の訪問者数 (ftp+www) | 300万          | 1,500万以上       | 1,600万以上             |
| データ量（テラバイト）  | 1              | 8                 | 13                      |
| ウェブサーバー数        | 大が1、補助が2 | 22の www / vhosts | 25のwww / vhostサーバー |
| データベースサーバー数  | 2              | 5                 | 7                       |
| ラジオ局数              | 4              | 7                 | 6                       |